# Сален-Фонтен
Сален-Фонтен (фр. Salins-Fontaine) — муніципалітет у Франції, у регіоні Овернь-Рона-Альпи, департамент Савоя. Сален-Фонтен утворено 1 січня 2016 року шляхом злиття муніципалітетів Фонтен-ле-Пюї i Сален-ле-Терм. Адміністративним центром муніципалітету є Сален-ле-Терм. Населення — 976 осіб (01.01.2021).